# Николо-Вяземское
Николо-Вяземское — село в Чернском районе Тульской области, относится к Тургеневскому муниципальному образованию.
Село расположено у реки Чернь, вблизи границы Тульской области с Орловской, в 10 км к востоку от автомагистрали М2 «Крым».
В селе располагается «Музей-усадьба Л. Н. Толстого в селе Никольское-Вяземское» — филиал яснополянского музея.

## История
Село возникло в XIX веке и первоначально принадлежало Николаю Ивановичу Горчакову. Затем хозяйкой в имении стала его дочь — Пелагея, которая вышла замуж за Илью Андреевича Толстого, деда писателя Льва Николаевича Толстого. После смерти Ильи Андреевича, отцу писателя Николаю Ильичу Толстому, пришлось выкупать усадьбу из-за долгов. После смерти Николая Ильича в 1837 году, по разделу в 1847 году между братьями, село досталось старшему брату писателя — Николаю Николаевичу, а после его смерти в 1860 году имение перешло ко Льву Николаевичу. Лев Николаевич Толстой владел имением в селе с 1860 по 1892 год. Затем имением владел Сергей Львович Толстой, старший сын писателя.
В 1980-х годах на основе подлинного фундамента в Никольском по инициативе рабочих и руководства Тульского машиностроительного завода был возведен дом-музей семьи Толстых (открыт 6 сентября 1986 года). Созданы условия для проживания туристов. Установлен памятник Льву Толстому. У въезда в усадьбу находится беседка и мемориальный знак — раскрытая книга с барельефом писателя. Сохранилась большая берёзовая роща, посаженная Львом Толстым. В 1999 году усадьба была передана яснополянскому музею в качестве филиала.

## Достопримечательности
- Церковь Успения Пресвятой Богородицы (Николо-Вяземское)